# Kullavik
Kullavik är en bebyggelse som utgjort södra delen av den kommungränsöverskridande tätorten Billdal i Släps socken i Kungsbacka kommun i Halland, drygt 15 kilometer söder om centrala Göteborg och drygt 10 kilometer nordväst om kommunens centralort Kungsbacka.

## Historia
Samhället hette fram till 1911 Kullen, men bytte till Kullavik eftersom Posten ofta förväxlade orten med skånska Kullen. Förslaget Kullavik kom från ortens telefonoperatris Olga Hagkvist, som var bosatt på Konvaljvägen vid järnvägsstationen och hade telefonstation inhyst i sin bostad. Ättlingar till familjen bor fortfarande kvar i huset.
Samhället var från början en trakt med många småjordbruk, men på ej odlingsbar mark byggdes det efter 1904 och järnvägen Säröbanans tillkomst spridda sommarstugor som successivt omvandlades till permanentboenden. Under 1970-talet byggdes ett stort antal moderna villor och under 1980-talet tillkom Kullaviks Centrum med affärer och hyreslägenheter.
Kullavik var mötesstation på Göteborg-Särö Järnväg sommartid och hållplats på vintern under ångloktiden fram till början på 1950-talet. På vintern fanns det bara en hållplats då det inte förekom några tågmöten. Stationshuset var också poststation året runt. 
Kullavik definierades som tätort med 679 invånare år 1975. År 1980 hade befolkningen stigit till 1 006. Från och med 1990 räknas tätorten som sammanvuxen med Billdal.
År 2005 hade Kullavik 6 040 invånare.

## Samhället

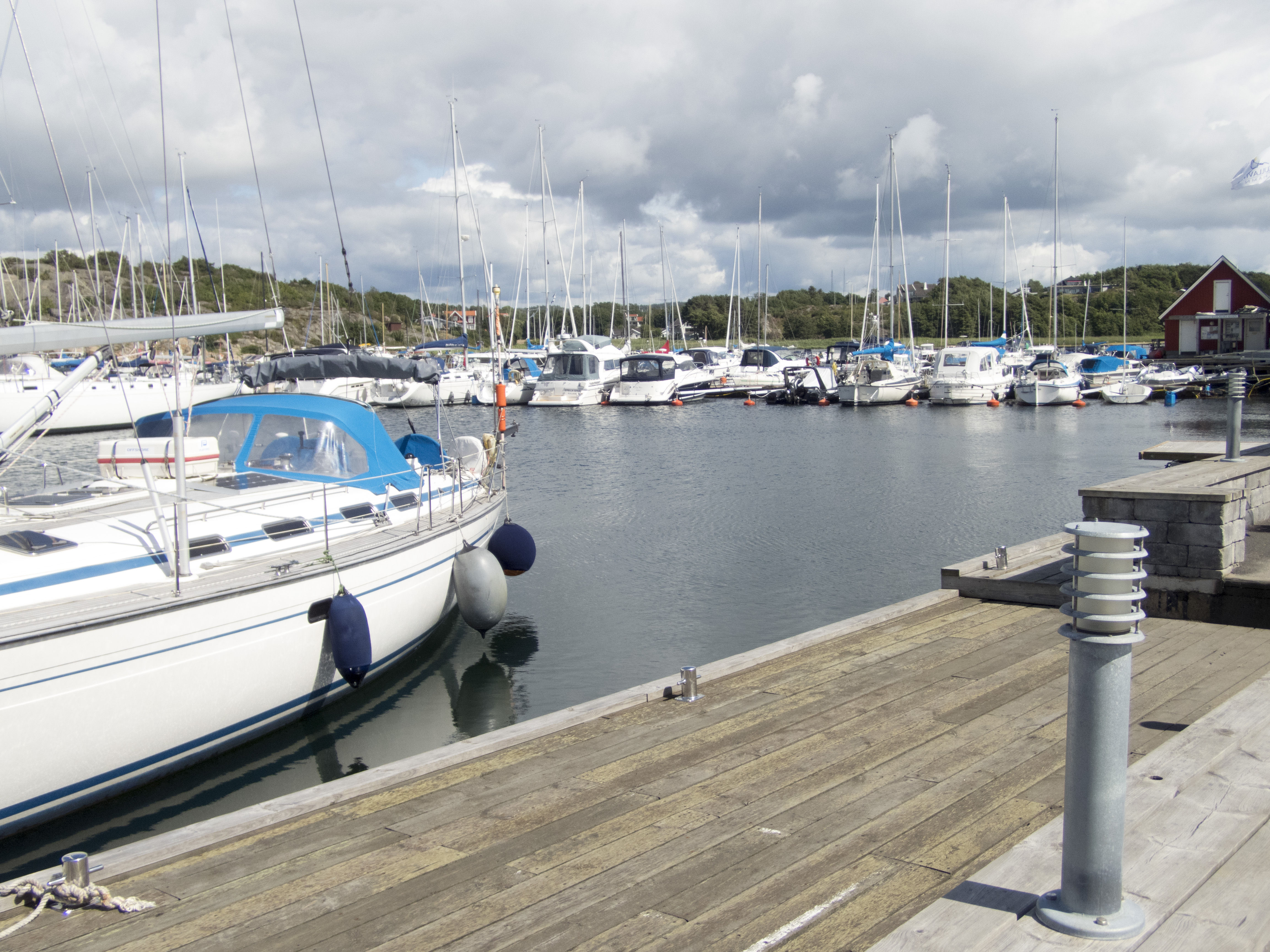
Kullaviks båthamn

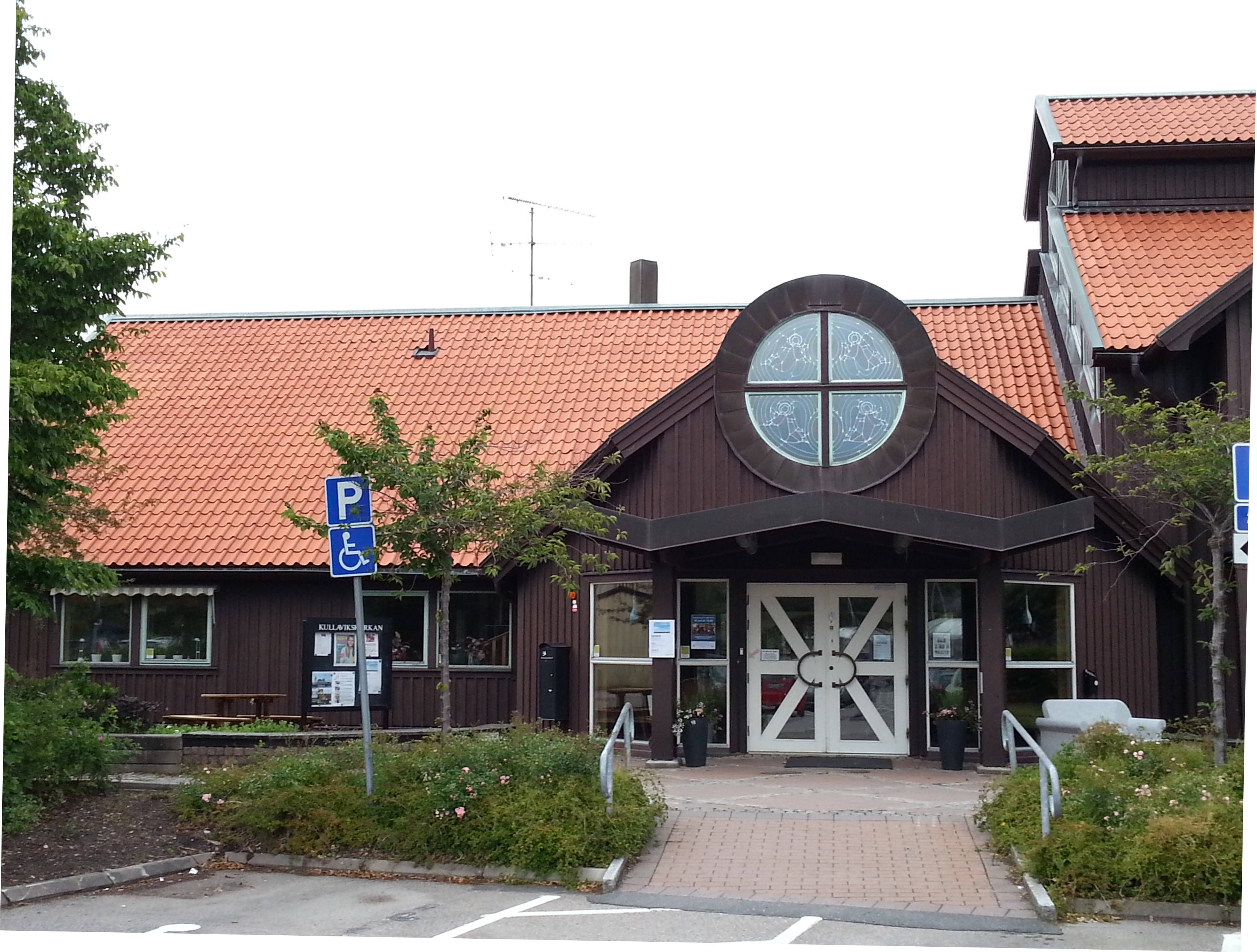
Kullavikskyrkan

Kullavik är ett utpräglat villasamhälle. Här finns Kullaviks Båthamn och Kullavikskyrkan.
Kullavik har flera vikar, badstränder och klippor typiska för den svenska västkusten, Korshamn, Kyvik, Kullaviks hamn, Gillvik, Kullsvik och Skalvik. 
I samhället ligger grundskolorna Kullaviksskolan (förskola - årskurs 9), Kullaviks Montessoriskola och Fullriggaren Malevik. 
Kullaviksskolan, på sin nuvarande adress Kyviksvägen 1, invigdes år 2001 efter en byggnation som då kostade 90 Mkr. Byggnationen föregicks av att gamla Kullaviksskolan (uppförd 1962 för årskurs 1 - 6) från år 1994 blivit för liten i kombination med att mögel upptäcktes i flera klassrum 1997 varpå klassrum fick stängas och undervisning bedrivas i baracker. Gamla Kullaviksskolan från 1962 låg på Kullaviks skolväg, men är nu riven och på marken är bostäder uppförda. I Kullaviks allra äldsta skola, belägen på Klockstigen 2, bedrivs alltjämt undervisning.
I Kullaviksskolan ligger Kullaviks bibliotek. Biblioteket är ett närbibliotek som är en del av Biblioteken i Kungsbacka.
I Kullavik finns Kungsbacka kommuns näst största avloppsreningsverk (efter Hammargårds avloppsreningsverk i Kungsbacka centralort), med tillstånd att ansluta cirka 20 000 pe (personekvivalenter). Reningsverket byggdes om år 2015 och försågs då med bland annat kväverening och dubblerad kapacitet. Tillrinningsområdet av orenat avloppsvatten in till reningsverket är kustområdet från Göteborgs kommungräns i norr till Särö i söder. I dagsläget är cirka 10 300 personer anslutna.
Renat avloppsvatten leds ut via sjöledning och släpps ut i havet cirka 800 meter från land på tolv meters djup. Utsläppspunkten, den så kallade "Skitpricken", är utmärkt med sjömärke.

## Personer från orten
Den svenske seglingslegendaren Pelle Petterson har sedan länge varit bosatt på orten och den lokala seglingsklubben, Kullaviks Kanot- & Kappseglingsklubb har under åren haft många framstående seglare i svenska seglareliten, men även världseliten.
Andra kända personer härifrån:
- Simon Ryfors
- Anders Kraft
- Torsten Billman
- Pelle Petterson
- The Attic
- Ulrik Munther
- Eric Amarillo
- Daniel Svensson
- Alice B
- Felix Francois
- Rasmus Canbäck